# Kanton Château-Gontier-sur-Mayenne-2
Der Kanton Château-Gontier-sur-Mayenne-2 (früher Château-Gontier) ist seit 2015 ein französischer Wahlkreis im Arrondissement Château-Gontier, im Département Mayenne und in der Region Pays de la Loire; sein Hauptort ist Château-Gontier-sur-Mayenne. 

## Gemeinden
Der Kanton besteht aus 12 Gemeinden und Gemeindeteilen mit insgesamt 20.661 Einwohnern (Stand: 1. Januar 2022) auf einer Gesamtfläche von 216,56 km²:
| Gemeinde                             | Einwohner 1. Januar 2022 | Fläche km² | Dichte Einw./km² | Code INSEE | Postleitzahl |
| ------------------------------------ | ------------------------ | ---------- | ---------------- | ---------- | ------------ |
| Bouchamps-lès-Craon                  | 611                      | 18,15      | 34               | 53035      | 53800        |
| Château-Gontier-sur-Mayenne          | 11.422                   | 28,21      | 405              | 53062      | 53200        |
| Chérancé                             | 155                      | 8,73       | 18               | 53068      | 53400        |
| Craon                                | 4.415                    | 24,56      | 180              | 53084      | 53400        |
| Denazé                               | 184                      | 9,30       | 20               | 53090      | 53400        |
| Marigné-Peuton                       | 543                      | 16,61      | 33               | 53145      | 53200        |
| Mée                                  | 230                      | 8,75       | 26               | 53148      | 53400        |
| Niafles                              | 347                      | 8,00       | 43               | 53165      | 53400        |
| Peuton                               | 228                      | 10,58      | 22               | 53178      | 53360        |
| Pommerieux                           | 659                      | 23,20      | 28               | 53180      | 53400        |
| Prée-d’Anjou                         | 1.392                    | 42,66      | 33               | 53124      | 53200        |
| Saint-Quentin-les-Anges              | 475                      | 17,81      | 27               | 53251      | 53400        |
| Kanton Château-Gontier-sur-Mayenne-2 | 20.661                   | 216,56     | 95               | 5303       | –            |

1. ↑   Nur die Fläche der ehemaligen Gemeinde Château-Gontier, der Rest gehört zum Kanton Château-Gontier-sur-Mayenne-1.

## Veränderungen im Gemeindebestand seit der landesweiten Neuordnung der Kantone
2018: Fusion Ampoigné und Laigné → Prée-d’Anjou